# Edmundo S. Mena
Edmundo Severo Mena (Santa María, provincia de Catamarca, 1899-San Miguel de Tucumán, 1973) fue un abogado y político argentino, que actuó principalmente en la provincia de Tucumán.

## Biografía
Edmundo Mena nació en el seno de una familia de terratenientes, de antigua raigambre. Su linaje es castellano y se remonta a la Edad Media, teniendo escudo de armas. En América, su ascendiente se remonta al Capitán Juan de Mena, uno de los vecinos principales del Alto Perú, que fue junto al conquistador Juan Ramírez de Velazco a poblar la ciudad de Ibatin, en el año 1588. 
Debido a sus servicios realizados a la corona española, Juan de Mena, fue designado encomendero de Aconquija. Entre sus hijos, podemos detenernos en su homónimo, Juan de Mena, que fue escribano. En la primitiva San Miguel de Tucumán, de Ibatìn y se emparentarían con familias viejas de la conquista como los Cabrera, Román Pastene, Adaro y Arrazola, Garro y Arechaga, y Cacreres y Godoy.
Nos centraremos en un descendiente, Juan de Mena y Vargas. Nacido en la nueva San Miguel de Tucumán en 1718, se casó son María Clara Méndez de los Reyes. Las tierras de Tafí Viejo, Taficillo y Los Nogales fueron de su propiedad. De ese matrimonio nacieron dos hijos. Nos centraremos en uno de ellos Pedro José casado con Carolina Alzogaray. Bisnieto de este último matrimonio fue, por ejemplo, el doctor Próspero Mena, que fue gobernador de Tucumán entre 1898 y 1901. Otro bisnieto fue Francisco Dionisio, que se casó con María Micaela Cortes y Arias Velázquez, nieta del encomendero y maestre de campo salteño Francisco Arias Velázquez. De esa rama desciende, por ejemplo Isidoro Mena- Cortes esposo de Isidora Castellanos.
A su vez, de ese matrimonio nació Martin Mena Castellanos que se casó con Vicenta Veramendi. De aquí desciende Martin Mena Veramendi que contrajo matrimonio con Lastenia Nuñez. Uno de sus hijos fue Federico Mena –Nuñez esposo de Elena Aguire-Aybar, que son padres de doctor Edmundo Severo Mena.
Edmundo S. Mena se recibió de abogado y de Doctor en Derecho en la Universidad Nacional de Córdoba. Regresó a Tucumán y comenzó a ejercer su profesión alcanzando gran prestigio como jurisconsulto.
Fue uno de los profesores fundadores de la Facultad de Derecho de la Universidad Nacional de Tucumán realizada en el año 1938. Fue un gran jurista, llegando a ser Catedrático Titular de Derecho Comercial II, Director del Instituto de Derecho Comercial, Decano, y miembro de Honorable Consejo Superior. 
Debido a su contribución al desarrollo del Derecho Comercial, Sociedades Anónimas y Papeles de Comercio, el Honorable Consejo Superior de la Universidad Nacional de Tucumán lo premió nombrándolo ”Profesor Emérito”, máximo reconocimiento que le puede dar a un docente, en 1973.
En el ámbito político militó en la Unión Cívica Radical, siendo elegido legislador de la provincia de Tucumán.
Contrajo matrimonio con la distinguida dama, María Eloísa Martínez-Castro.